# CS Moldova-03 Ungheni
FCM Ungheni este un club de fotbal din Ungheni, Republica Moldova, care evoluează în Divizia "A".

## Istoric
Clubul a fost fondat în anul 2000. După o pauză de doi ani, apare Fotbal Club Municipal Ungheni, finanțată în totalitate de primărie și este înscrisă în Divizia B a campionatului național de fotbal, seria Nord. Inițiativa aparține unui grup de iubitori ai fotbalului reuniți în jurul nou înființatei federații județene de fotbal, ca Valeriu Jardan, Petru Langa, Octavian Viziru, Ion Homițchi. Ultimul devine de altfel antrenorul echipei, pe care o conduce pînă în anul 2004.
Pentru un tur de campionat, 2002–2003, echipa este preluată de omul de afaceri Ghenadie Mitriuc și își schimbă denumirea în „FC Spartac Ungheni”. Acel sezon urma să fie unul dintre cele mai frumoase, echipa a terminat turul pe locul doi în Divizia B, avînd la un moment dat recordul european în materie de goluri marcate pe meci. La meciurile echipei asistă uneori și peste o mie de spectatori. Din păcate, consiliul local îi pune piedici noii conduceri a clubului, astfel încît Mitriuc este nevoit să se retragă. Se remarcă jucători ca Cristian Jardan, Artur Vasilică, Denis Creangă, Eugen Șarpațchi, Vasile Codreanu, Ion Homițchi și debutantul Alexandru Slivinschi.
În sezonul 2003-2004, echipa devine un instrument politic în mîna noului Consiliu Local și își schimbă titulatura în Moldova-03. Clubul este condus de consilierul comunist, Valeriu Ciobanu. Antrenorul echipei, Ion Homițchi este alungat de la echipă de noua conducere. Este instalat Anatol Bacaleț.
În sezonul 2005-2006, echipa este înscrisă în Divizia A. Urmează un debut promițător de campionat, cînd în echipă se evidențiază jocul extraordinar al lui Viorel Primac. După 7 etape, Viorel pleacă în Italia, iar echipa ungheneană întră în criză. Spre final, ocupă locul 13 din 16 echipe acumulînd 16 puncte.
Sezonul 2006-2007 este cel mai prost din istoria recentă a echipei din Ungheni. Conflicte interne, lipsa de coeziune și indiferența conducerii face ca echipa să ocupe penultimul loc suferind cîteva înfrîngeri umilitoare, cu 10:0, 8:1 sau 9:0. Suporterii părăsesc echipa, la meciuri abia dacă mai asistă 100 de oameni.
În 2007, pînă în ultimul moment nu se știa dacă va fi echipă de fotbal la Ungheni. Consiliul Local suferă schimbări majore, iar FC Moldova-03 pierde susținerea financiară a primăriei. Echipa este preluată de noua structură a primăriei în frunte cu noul viceprimar de Ungheni, Ghenadi Mitriuc. Din 2007 echipa își schimbă denumirea din Moldova-03 în FCM Ungheni iar mai apoi în Olimp Ungheni.
[2017]
FCM a revenit în Campionat datorită eforturilor băieților de pe loc: Sergiu Mutu – noul președinte al clubului, dar și portarul echipei; Ion Poia – care prin generozitate a oferit locul campioanei raionului, Atila Ungheni pentru FCM și a lui Artur Vasilică – sufletul echipei și unul din autorii proiectului.
Echipa a trecut cu succes legitimarea. Avem 28 de jucători pe listă, sperăm că toți vor fi apți de meciuri.

### Istoric denumiri
- 2000-2003 - FCM Ungheni
- 2003-2004 - FC Spartac Ungheni
- 2004-2007 - FC Moldova-03 Ungheni
- 2007-2008 - FCM Ungheni
- 2008-2011 - FC Olimp Ungheni
- 2011-2017 - CS Moldova-03 Ungheni
- Din 2017 - FCM Ungheni

## Palmares
- Divizia „B” Centru (1): Editia 2014–2015

- Divizia „B” Centru (3): Editia 2018–2019

- Divizia „B” Centru (2): Editia 2019–2020

- Divizia „B” Nord (1): Editia 2020–2021

- Divizia „A”  (?): Sezonul 2021–2022

## Lotul actual
La 15 iulie 2021.
| Nr. |                   | Poziție | Jucător              |
| --- | ----------------- | ------- | -------------------- |
| 1   | Republica Moldova | P       | Veaceaslav Caminschi |
| 16  | Republica Moldova | P       | Dionosie Mihaila     |
| 25  | Republica Moldova | P       | Victor Secrieru      |
| 4   | Republica Moldova | F       | Vasile Margina       |
| 8   | Republica Moldova | F       | Andrei Miron         |
| 3   | Republica Moldova | F       | Vlad Petrov          |
| 7   | Republica Moldova | F       | Pavel Proca          |
| 14  | Republica Moldova | F       | Eduard Soldan        |
| 11  | Republica Moldova | M       | Octavian Vatavu      |

| Nr. |                   | Poziție | Jucător            |
| --- | ----------------- | ------- | ------------------ |
| 2   | Republica Moldova | M       | Alexandru Cernicov |
| 13  | Republica Moldova | M       | Dan Birzoi         |
| 10  | Republica Moldova | M       | Florin Cojocaru    |
| 19  | Republica Moldova | A       | Nicolai Porojniuc  |
| 9   | Republica Moldova | A       | Gean Marian Rotaru |
| 17  | Republica Moldova | A       | Dionis Barbacaru   |
| 20  | Republica Moldova | A       | Denis Vatavu       |
| 18  | Republica Moldova | A       | Alexandru Miron    |

## Istoric evoluții
| Sezon   | Div.        | Poz. | M  | V  | R | Î  | GM | GP | P  | Cupă           |  | Antrenor       |
| ------- | ----------- | ---- | -- | -- | - | -- | -- | -- | -- | -------------- |  | -------------- |
| 2000–01 | B "Nord"    | 6    | 16 | 5  | 3 | 8  | 22 | 28 | 18 | ?              |  | Ion Homițchi   |
| 2001–02 | B "Nord"    | 13   | 26 | 5  | 5 | 16 | 25 | 63 | 20 | ?              |  | Ion Homițchi   |
| 2002–03 | B "Nord"    | 7    | 24 | 9  | 7 | 8  | 41 | 35 | 34 | ?              |  | Ion Homițchi   |
| 2003–04 | B "Nord"    | ?    | ?  | ?  | ? | ?  | ?  | ?  | ?  | ?              |  | Anatol Bacaleț |
| 2004–05 | B "Nord"    | 3    | 24 | 13 | 5 | 6  | 51 | 32 | 44 | ?              |  |                |
| 2005–06 | A           | 12   | 28 | 6  | 6 | 16 | 27 | 66 | 24 | ?              |  |                |
| 2006–07 | A           | 13   | 26 | 3  | 4 | 19 | 21 | 40 | 13 | 1/16 de finală |  |                |
| 2007–08 | A           | 16   | 32 | 7  | 4 | 21 | 24 | 81 | 25 | 1/8 de finală  |  |                |
| 2008–09 | A           | 14   | 30 | 7  | 7 | 16 | 27 | 53 | 28 | 1/16 de finală |  |                |
| 2009–10 | A           | 13   | 30 | 6  | 6 | 18 | 34 | 66 | 24 | 1/4 de finală  |  |                |
| 2010–11 | A           | 14   | 28 | 4  | 7 | 17 | 31 | 75 | 19 | 1/16 de finală |  |                |
| 2011–12 | B "Nord"    | 11   | 20 | 3  | 3 | 14 | 24 | 68 | 12 |                |  |                |
| 2012–13 | B "---"     | ---  |    |    |   |    |    |    |    |                |  |                |
| 2013–14 | B "---"     | ---  |    |    |   |    |    |    |    |                |  |                |
| 2014–15 | B "---"     | ---  |    |    |   |    |    |    |    |                |  |                |
| 2015–16 | B "---"     | ---  |    |    |   |    |    |    |    |                |  |                |
| 2016–17 | B "---"     | ---  |    |    |   |    |    |    |    |                |  |                |
| 2017–18 | B "Centru"  | ?    |    |    |   |    |    |    |    |                |  |                |
| 2018–19 | B "Centru"  | 3    |    |    |   |    |    |    |    |                |  |                |
| 2019–20 | B "Centru"  | 2    |    |    |   |    |    |    | 50 |                |  |                |
| 2020–21 | B "Nord"    | 1    | 22 | 16 | 6 | 0  | 93 | 13 | 54 |                |  |                |
| 2021–22 | Divizia „A” | ?    |    |    |   |    |    |    |    |                |  |                |